# Sphallerocarpus gracilis
Sphallerocarpus gracilis är en flockblommig växtart som först beskrevs av Wilibald Swibert Joseph Gottlieb von Besser och Ludolph Christian Treviranus, och fick sitt nu gällande namn av Koso-pol. Sphallerocarpus gracilis ingår i släktet Sphallerocarpus och familjen flockblommiga växter. Inga underarter finns listade i Catalogue of Life.